# 방쓰

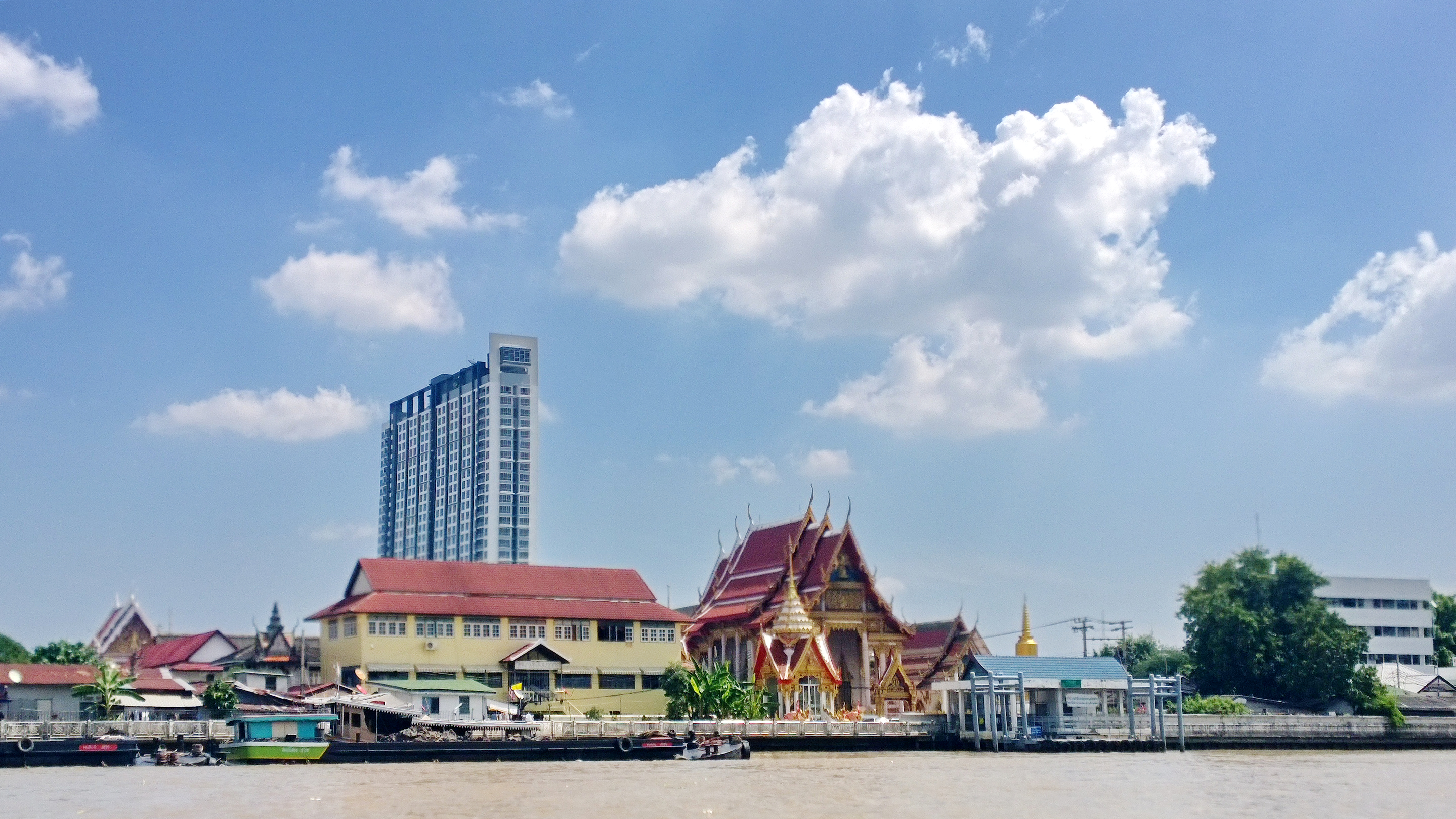

방쓰(태국어: บางซื่อ, Bang Sue district)는 방콕의 행정 구역이다. 이 지역의 총 인구 수는 2017년 기준으로 125,440명이다. 인구 밀도는 10,907.82km2이다. 방콕의 현재 중앙역인 크룽 테프 아피왓 중앙역이 이 지역에 위치해 있습니다.

## 행정 구역
| 1. | Bang Sue    | บางซื่อ   |  |
| 2. | Wong Sawang | วงศ์สว่าง |  |